# タッカルビ
タッカㇽビは韓国の焼肉料理の一種で、鶏肉と野菜を使ったものであり、ダッカㇽビとも表記される。

## 概要
「タッ」（닭）は鶏、「カㇽビ」（갈비）は「あばら骨」の意で「鶏のバラ肉料理」の意味である。鶏肉、大きく切ったキャベツやタマネギ、さつまいも、ニンジンなどの野菜を甘辛いコチュジャン（唐辛子みそ）で炒める。食べ方はさまざまで、ご飯を混ぜたり、インスタント麺、うどん、春雨といった麺類を入れたり、チーズをトッピングすることもある。

## 名所
タッカㇽビは江原特別自治道春川市の郷土料理として知られており、本場・春川の市内中心部の繁華街の一角には約100メートル続く「春川明洞タッカㇽビ通り」がある。「元祖」「本家」と看板を掲げる専門店が約30軒以上も連ね、国内外の観光客に人気のグルメスポットである。タッカㇽビで名が知られているのは春川市だが、発祥は南隣の洪川郡といわれており、もともとは炒め料理ではなく鍋料理であったとされる。

## 日本におけるタッカルビ
これまで日本の焼肉屋で一般的に食べられてきた牛肉のカㇽビ、ロースなどのメニューに加えて、プルコギや豚肉のカルビ、サムギョプサル、そしてタッカㇽビなどの、韓国で一般的に食べられているメニューが日本にも取り入れられるようになった。これはBSE（狂牛病）の発生とも関連していると言われているが、日本の外食産業が韓国の流行に注目し、ほぼ同時期にいち早く日本にも取り入れようとしたためでもある。プㇽコギやタッカㇽビなどが導入されると、新たにそれらをモチーフにしたピザやパンなどが開発された。

### 「冬のソナタ」ブーム
春川市は、2000年代前半に日本で放送され大人気となった朝鮮ドラマ「冬のソナタ」の舞台として知られている。冬のソナタブームの当時から、冬のソナタ気分を味わおうと春川の名物料理であるタッカㇽビを注文する日本人女性が急増した。

### 近年の韓流ブーム
2017年、「JC・JK流行語大賞」のモノ部門で1位を獲得し、「インスタ映え」するとして注目度が急上昇、女子高生ら若者を中心に「チーズタッカルビ」が大ヒットした。 
日本の「韓流の街」と言われる東京・新大久保には至る所に「チーズタッカㇽビ」の看板が掲げられ、休日には行列ができるほど繁盛している。タッカㇽビにチーズを追加して食べることが韓国に逆輸入され流行になったと見る見方もあったが、新大久保のどの店も元祖だと謳っているが証拠がなく、それ以前から韓国ではチーズと一緒にダッカㇽビを食べていたという記録が少なからずあり信憑性が低いと思われる。
また、韓国ではチーズをトッピングとしてタッカㇽビに混ぜ込む使い方であり、新大久保の多くの店では大量のチーズを別に溶かして食べる時に絡めることから別物ともいえるとの主張もあるが、韓国のチーズダッカルビは2010年頃には既に様々な形式があり、チーズを別に溶かして食べる時に絡めるものもあったことが確認されている。
2016年の暮れには、韓国で人気のオーブン焼きチキンのチェーン店「グッネチキン」の日本1号店が開業した。冬のソナタブームの後、一時は閑古鳥が鳴いた新大久保だったが、タッカㇽビ専門店をはじめとする朝鮮料理店に行列ができるなどして客足は戻りつつある。